# Çobankänd
Çobankänd (azerbajdzjanska: Çobankənd) är en ort i Azerbajdzjan. Den ligger i distriktet Gädäbäy rajon, i den västra delen av landet, 400 km väster om huvudstaden Baku. Çobankänd ligger 1 307 meter över havet och antalet invånare är 1 802.
Terrängen runt Çobankänd är kuperad åt nordost, men åt sydväst är den bergig. Çobankänd ligger nere i en dal. Närmaste större samhälle är distriktshuvudorten Gädäbäy, 19,3 km öster om Çobankänd. 
Trakten runt Çobankänd består till största delen av jordbruksmark. Runt Çobankänd är det ganska tätbefolkat, med 70 invånare per kvadratkilometer.